# José Luna
José Luna San Pedro y Novicio San Ignacio (Tayabas, 28 giugno 1861 – Manila, 21 gennaio 1917) è stato un medico filippino, fratello di Juan ed Antonio Luna.

## Biografia
José Luna nacque il 28 giugno 1861 a Tayabas, nella città di Quezon, quarto dei 7 figli di Joaquín Luna San Pedro y Posadas (1829–1891), da Badoc, Ilocos Norte, e di Laureana Novicio San Ignacio y Ancheta (1836–1906), mestiza spagnola da Luna, La Union (località precedentemente nota come Namacpacan). Il padre proveniva da una famiglia benestante ed era un venditore di tabacco a nome del governo. Il monopolio del tabacco era stato stabilito nel 1782. Dopo il trasferimento della famiglia a Manila nel 1861, Joaquín era stato costretto a cambiare mestiere ed era diventato mercante a Binondo.
Conseguì un baccellierato in arte presso l'Università Ateneo de Manila e più tardi studiò medicina all'Università di Santo Tomás, laureandosi nel marzo 1884.
Lavorò come medico municipale a Binondo dal 1888 sino allo scoppio della rivoluzione filippina nel 1896. Il 16 settembre dello stesso anno, egli ed i suoi fratelli furono arrestati per aver partecipato alla rivolta. I fratelli Luna furono incarcerati al Fort Santiago di Intramuros. Mesi dopo, José ed il fratello Juan furono liberati mentre Antonio fu esiliato in Spagna nel 1897.
Nel settembre 1898 fu nominato rappresentante provvisionale del congresso di Malolos. Poco dopo il governo statunitense lo designò come assessore della salute per l'ottavo distretto di Manila. Il 19 ottobre divenne membro della facoltà di medicina e chirurgia dell'Universidad Cientifico-Literaria de Filipinas.
Durante la guerra filippino-americana svolse l'incarico di ufficiale medico per l'armata rivoluzionaria filippina. A seguito della proclamazione di pace, continuò a praticare medicina e gestì un policlinico presso la sua abitazione. Viaggiò quindi in Europa dall'aprile all'ottobre 1912 per osservare le cliniche ed i centri medici locali. Nel 1913 la sua clinica fu spostata a Sampaloc, Manila, dove lavorò sino alla morte avvenuta nel 1917.